# 杨岳 (1968年)
杨岳（1968年7月—），男，汉族，辽宁兴城人，中华人民共和国政治人物。1986年6月加入中国共产党，1996年3月参加工作。清华大学精密仪器与机械专业毕业，研究生学历，工学博士学位，副教授。中国共产党第十八届中央委员会候补委员。现任江苏省政协党组副书记、副主席。

## 生平

### 清华岁月
1986年6月，18岁的杨岳在高中毕业前便正式加入中国共产党，成为一名中学生党员，之后不久便以优异的成绩考上了全国顶尖的清华大学。同年9月开始在清华大学精密仪器与机械学系精密仪器专业学习，期间任清华大学学生会主席。1991年7月考上清华大学精密仪器与机械专业博士研究生，毕业后留校任政治辅导员。1990年8月至1995年7月任全国学生联合会主席。1996年3月，28岁的杨岳任清华大学团委副书记。1997年3月，任清华大学团委书记。

### 从团中央到福建
在清华大学工作五年之后，杨岳于1999年12月任中共北京市通州区委副书记。两年后，2001年12月任共青团中央书记处书记，2004年1月兼任全国青联副主席。2005年12月任共青团中央书记处常务书记，兼任全国青联主席、全国少先队工作委员会主任，年仅37岁便成为副省级官员。
2008年12月，40岁的杨岳离开团中央，任中共福建省委常委，次年1月兼任省委秘书长。2011年9月15日，杨岳接替袁荣祥，兼任中共福州市委书记，成为中国最年轻的省会市委书记。2012年11月14日，在中国共产党第十八次全国代表大会上当选中央候补委员。
在杨岳主政福州五年的时间里，福州的经济水平不断提高，gdp总量稳居福建省第二位。城市发展日新月异，人民的生活水平得到了很大的改善，福州的政治、经济、文化、交通、旅游业等各个方面都得到了显著的提高，杨岳也受到福州各地干部群众的爱戴与称赞。
2016年6月22日，杨岳在《福州日报》头版“乌山新语”专栏刊登了一篇题为《感恩福地》的文章，他在文中表示自己将结束在福州的任职，不管自己身处何地，都将永远感恩这片钟灵毓秀的美丽福地。

### 江苏工作
2016年6月23日，在福建工作八年之后，48岁的杨岳调任中共江苏省委常委、省政府党组成员。2016年7月29日任江苏省人民政府副省长，任职一年半。2018年1月31日，杨岳不再担任江苏省副省长职务。4月9日，任江苏省委常委、统战部部长。
2021年11月，不再担任中共江苏省委常委，出任省政协党组副书记。2022年1月当选省政协副主席。